# Svenska serien 1913/1914 (fotboll)
Svenska serien 1913/1914 vanns av IFK Göteborg. Serien omfattade 10 omgångar. Seger gav två poäng, oavgjort gav en poäng och förlust gav 0 poäng.

## Poängtabell
| Nr | Lag            | S  | V | O | F | GM | IM | MS  | P  |
| -- | -------------- | -- | - | - | - | -- | -- | --- | -- |
| 1  | IFK Göteborg   | 10 | 8 | 1 | 1 | 37 | 11 | +26 | 17 |
| 2  | Örgryte IS     | 10 | 7 | 1 | 2 | 23 | 9  | +14 | 15 |
| 3  | Djurgårdens IF | 10 | 3 | 4 | 3 | 16 | 17 | −1  | 10 |
| 4  | AIK            | 10 | 4 | 1 | 5 | 17 | 27 | −10 | 9  |
| 5  | IFK Norrköping | 10 | 2 | 1 | 7 | 19 | 34 | −15 | 5  |
| 6  | IFK Uppsala    | 10 | 1 | 2 | 7 | 14 | 28 | −14 | 4  |